# Prêmio de Gennes
O Prêmio de Gennes (em inglês:  de Gennes Prize; anteriormente conhecido como Prize for Materials Chemistry) foi estabelecido em 2008, concedido bianualmente pela Royal Society of Chemistry por trabalho de destaque e excepcional na área de química de materiais. O prêmio homenageia o trabalho de Pierre-Gilles de Gennes.
O recipiente do Prêmio de Gennes recebe £ 5000, uma medalha e um certificado e completa uma turnê de palestras no Reino Unido.
Pierre-Gilles de Gennes nasceu em Paris, França, em 1932. Depois de se formar em 1955 na Escola Normal Superior de Paris, de Gennes foi engenheiro pesquisador no Centro de Energia Atômica (Saclay). Após um breve período na Universidade da Califórnia em Berkeley e 27 meses na Marinha Francesa, de Gennes tornou-se professor assistente na Universidade Paris-Sul em Orsay. Durante seu tempo em Orsay de Gennes trabalhou em supercondutores e cristais líquidos.
Em 1991 Pierre-Gilles de Gennes recebeu o Prêmio Nobel de Física por estudar as fronteiras entre a ordem e a desordem em materiais como os cristais líquidos.
Depois de receber o Prêmio Nobel, de Gennes visitou cerca de 200 escolas de ensino médio em um período de dois anos, de 1992 a 1994, nas quais fez palestras sobre ciência, inovação e bom senso para os alunos. Pierre-Gilles de Gennes morreu aos 74 anos, em 18 de maio de 2007.

## Recipientes
Fonte: Royal Society of Chemistry
- 2009 Matthew Rosseinsky, Universidade de Liverpool[4]
- 2011 Stephen Mann, Universidade de Bristol[4]
- 2013 Susumu Kitagawa, Universidade de Quioto[1]
- 2015 Mercouri Kanatzidis, Northwestern University[5]
- 2017 Ian Manners, Universidade de Bristol
- 2019 Eugenia Kumacheva, Universidade de Toronto
- 2021 Chad Mirkin, Northwestern University